# Кристианссон, Каролина
Каролина Кристианссон, урождённая Свенссон (швед. Carolina Christiansson; 10 октября 1832, Уддевалла — 6 июня 1924, Уддевалла) — хранительница Бохусленского музея; первая в Швеции женщина-таксидермист.

## Биография
Каролина Свенссон родилась 10 октября 1832 года близ Уддеваллы. Её родителями были фермеры Андерс Свенссон и Маргарета Ольсдоттер. Неизвестно, получила ли она образование, но, учитывая её происхождение и бедность семьи, оно, скорее всего, ограничилось начальным уровнем.
В 1861 году в Уддевалле открылся музей, который ныне носит название Бохусленского. В 1864 году туда устроился работать муж Каролины Никлас Кристианссон. Он получил должность хранителя и таксидермиста. Однако в том же году он умер, и освободившееся место перешло к Каролине. Она проработала в Бохусленском музее последующие пятьдесят лет.
Перед тем как принять Каролину на должность, её обучили основам таксидермии. На протяжении нескольких месяцев с ней работал Август Вильгельм Мальм, куратор зоологического отдела Гётеборгского музея. Впоследствии Каролина неоднократно ездила учиться и практиковаться в Гётеборг. Её работа предполагала изготовление экспонатов птиц, рыб, млекопитающих и насекомых для музея и для частных заказчиков. Некоторые из созданных Каролиной чучел, в том числе экзотических животных, до сих пор хранятся в Бохусленском музее.
Каролина Кристианссон больше не выходила замуж и жила с детьми при музее. В возрасти 14 лет умерла её старшая дочь Герда. Младший сын, Карл, также некоторое время работал в Бохусленском музее. Впоследствии он стал редактором европейской версии New York Herald в Париже.
В 1912 году Каролина вышла на пенсию в возрасте 80 лет. За свою службу она была награждена золотой медалью Королевского патриотического общества. Каролина Кристианссон умерла в 1924 году в возрасте 92 лет и была похоронена на Северном кладбище в Уддевалле.